# Jaume Ribera i Frontera
Jaume Ribera i Frontera (Anglès, 16 de març de 1932) és un exfutbolista català de la dècada de 1950.

## Trajectòria
Començà a practicar el futbol a l'Anglès CE, passant a continuació a la UE Sant Andreu, novament a l'Anglès CE i al Girona FC. L'any 1955 ingressà a la SD Espanya Industrial, a segona divisió, i un amb més tard al CD Comtal, a primera, arribant a disputar diversos partits amistosos amb el primer equip del Barça. La manca de minuts al Comtal el portà a acabar la temporada 1956-57 al Girona FC. Finalitzà la seva carrera a terres gironines, a la UE Olot, UE Figueres i Girona FC.
El seu germà Josep Ribera i Frontera també fou un destacat futbolista.